# Анка Попова-Стоянова
Анка Гунева Попова-Стоянова е българска актриса.

## Биография
Родена е през 1864 г. в Казанлък. Тетатралната си дейност започва в Българската театрална трупа в Източна Румелия през 1884 г. Играе в театър „Основа“ и „Сълза и смях“, а през 1920 г. в Народния театър. Умира на 8 февруари 1946 г. в София.
По-известни роли, които играе са:
- Мария Тюдор и Локреция Борджия в едноименните произведения на Виктор Юго;
- Маргарита в „Кулата Нел“ от Александър Дюма;
- Харита Игнатиевна в „Сираче без зестра“ от Александър Островски.[1]